# Maison Arambašić à Šabac
La maison Arambašić à Šabac (en serbe cyrillique : Арамбашића кућа у Шапцу ; en serbe latin : Arambašića kuća u Šapcu) se trouve à Šabac, dans le district de Mačva, en Serbie. Elle est inscrite sur la liste des monuments culturels protégés de la République de Serbie (identifiant no SK 731),.

## Présentation

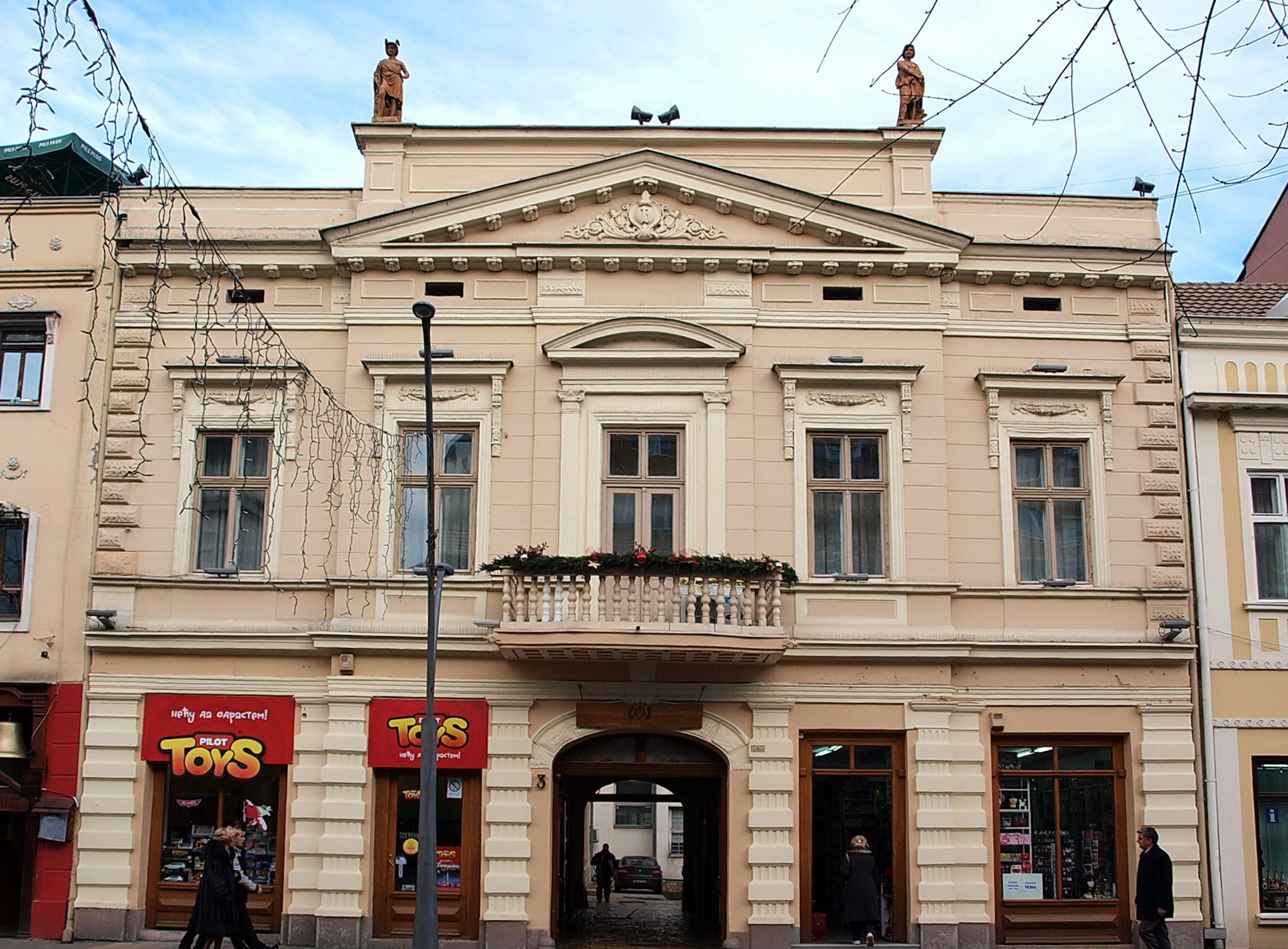
Autre vue de la maison.

La maison, située 3 rue Karađorđeva, a été construite à la fin du XIXe siècle pour les besoins du célèbre marchand de Šabac Đoka Arambašić. Avec la maison Krsmanović, elle dominait alors le quartier de la ville connu sous le nom de « Grand marché » (en serbe : Velika pijaca,. De part et d'autre de l'entrée centrale se trouvent des magasins ; le bâtiment a conservé cette fonction commerciale même après la Seconde Guerre mondiale. Plus récemment, elle a appartenu à l'éparchie de Šabac-Valjevo, et abrite aujourd'hui l'évêché de Šabac.
Constituée d'un rez-de-chaussée et d'un étage, la maison est caractéristique du style néo-Renaissance,. Elle est dotée d'une avancée centrale dominée par un grand fronton triangulaire et ornée d'un balcon avec une balustrade. La façade est décorée de motifs floraux avec les initiales « Đ.A. » en stuc. Au-dessus du fronton se trouve un attique couronné par deux sculptures allégoriques acrotères représentant le commerce et l'artisanat,.
Globalement, le bâtiment a conservé son apparence d'origine, principalement à l'étage,.

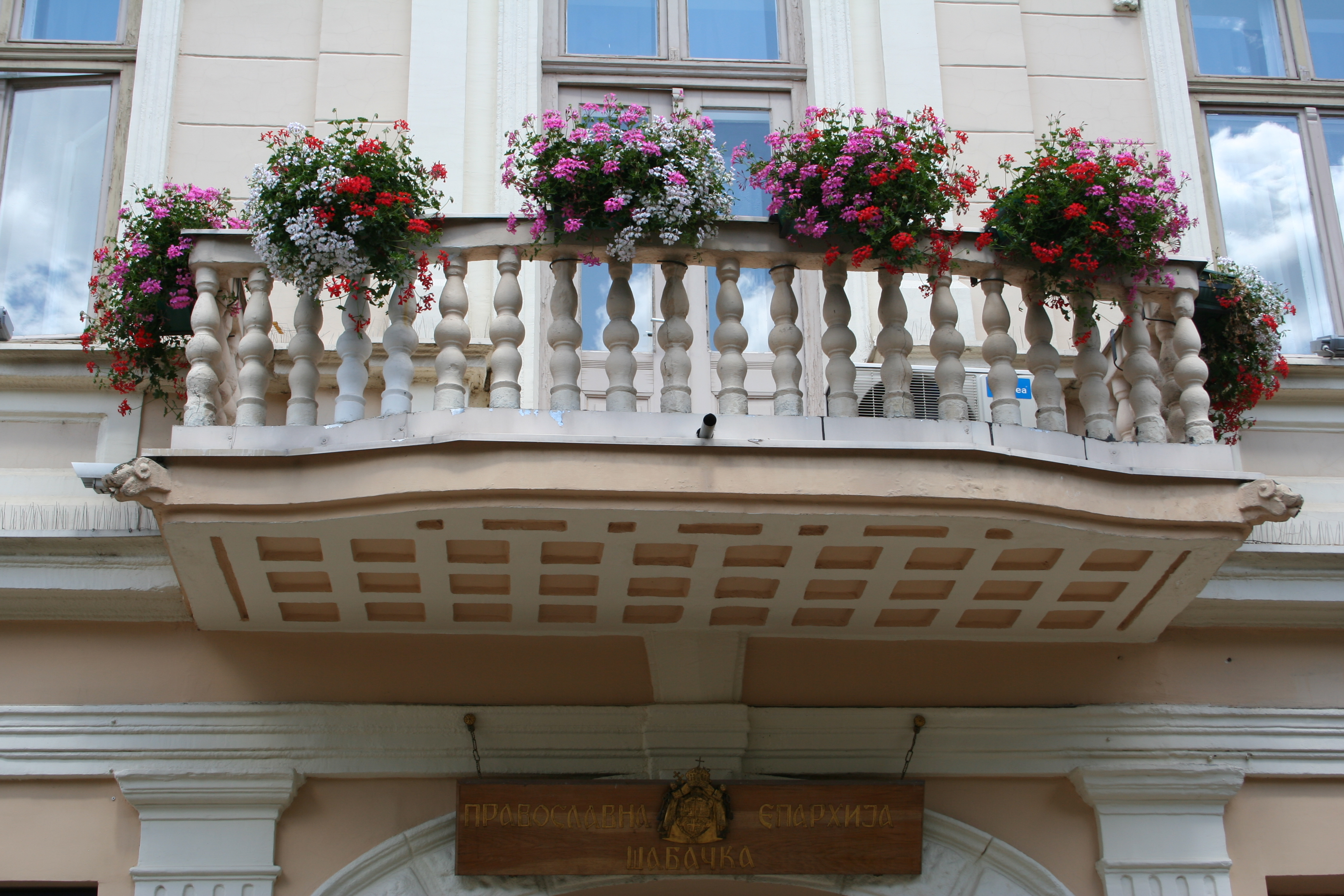
Détail de la façade.
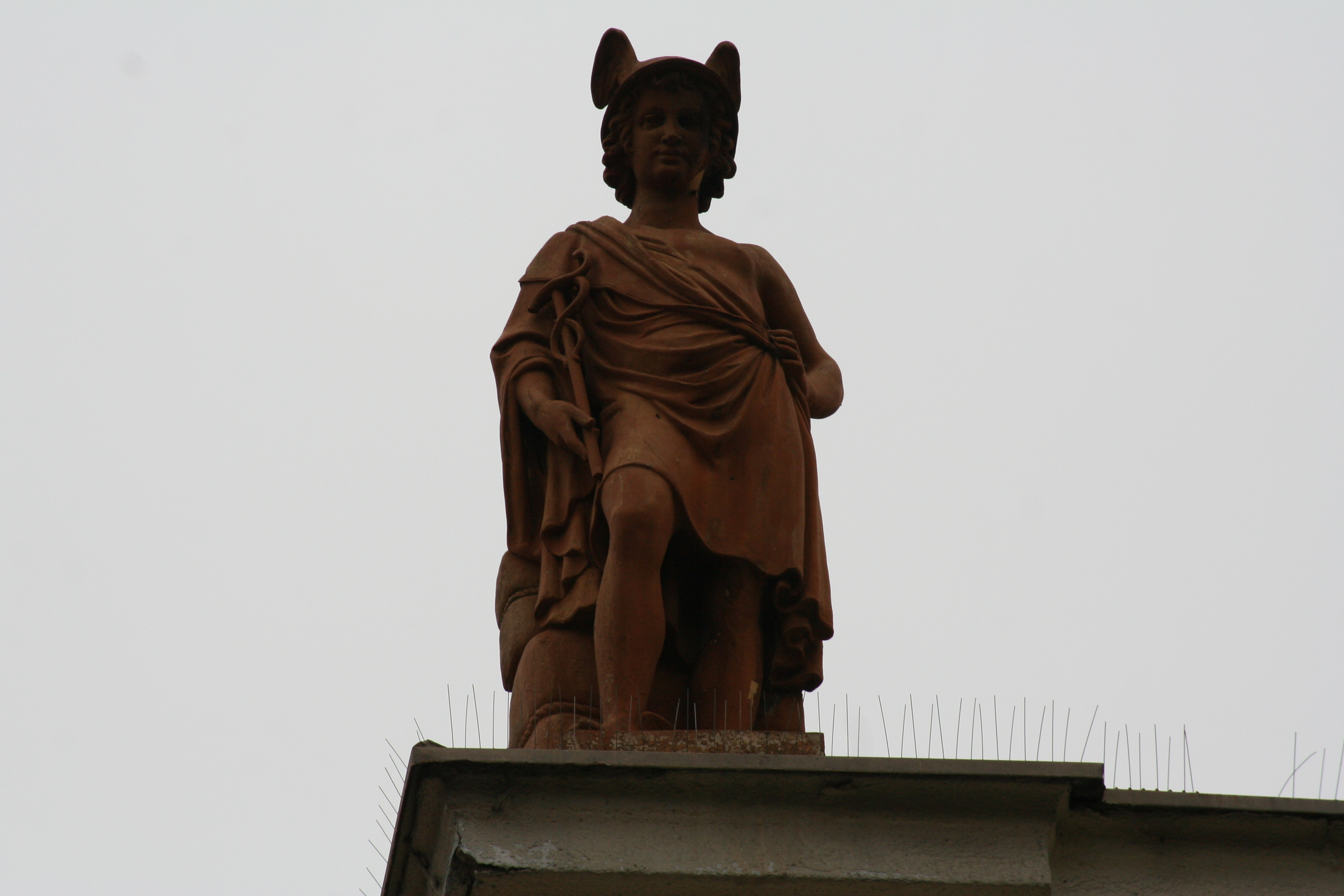
Sculpture allégorique du commerce.
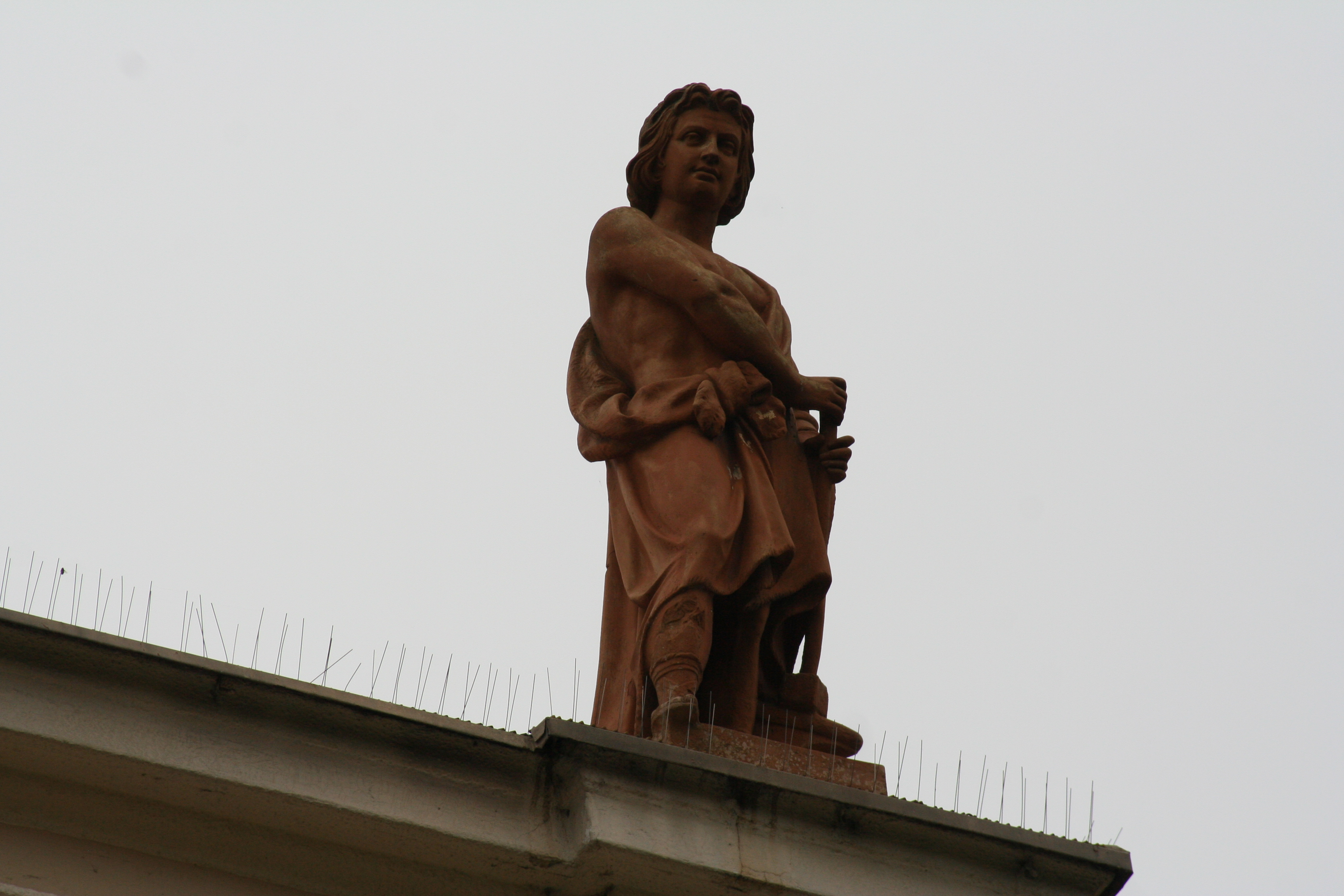
Sculpture allégorique de l'artisanat.